# Vahanoa Faleovalu
Pas d'image ? Cliquez ici

a Compétitions nationales et continentales officielles uniquement.

b Matchs officiels uniquement.
 Vahanoa Faleovalu , né le 1er septembre 1975 aux Tonga, est un joueur tongien de rugby à XV évoluant au poste de troisième ligne centre. Il compte plusieurs sélections en tant qu'international tongien à sept en 2002.

## Carrière

### En club
- .-2001 : Mowten Park
- 2001-2005 : Eastwood Rugby Club
- 2005-2007 : Racing Métro 92
- 2007-2008 : RCA Cergy-Pontoise
- 2011-2015 : AC Boulogne-Billancourt
- 2016- : Saint-Lambert RC[réf. nécessaire]: